# Хорилка
Хорилка (укр. горілка) је украјинско алкохолно пиће.
Реч хорилка се такође уопштено користи у украјинском језику за означавање вотке или других јаких алкохолних пића и етимолошки је слична украјинској речи за горити - хорити.
Хорилка се обично добија дестилујом житарица (обично пшенице или ражи), мада се, може дестиловати и од кромпира, меда, шећерне репе. Посебна врста хорилке прави се са чили папричицама.
Верује се да хорилка није била јака као данас. Данашњи стандард индустрије производње хорилке је 40% алкохола.
Пиће се традиционално користи током церемоније украјинских венчања.
Спомиње се у роману Гогоља Тарас Буљба.